# 阿达河畔里沃尔塔
阿达河畔里沃尔塔（義大利語：Rivolta d'Adda）是意大利克雷莫纳省的一个市镇。总面积30平方公里，人口7950人，人口密度265.0人/平方公里（2009年）。国家统计（ISTAT）代码为019084。

## 感興趣的地方
- 史前公園，大自然主題公園位於同一個名字的小鎮的郊外，阿達公園內。